# Parkhaven (Rotterdam)
 (novembre 2017).
Si vous disposez d'ouvrages ou d'articles de référence ou si vous connaissez des sites web de qualité traitant du thème abordé ici, merci de compléter l'article en donnant les références utiles à sa vérifiabilité et en les liant à la section « Notes et références ».
Le port Parkhaven est un bassin portuaire de Rotterdam situé entre les quartiers Lloyd et Het Park.

## Description
Le port Parkhaven est l'un des bassins portuaires du Port de Rotterdam.
La police portuaire (en néerlandais, la Zeehavenpolitie), occupe les bâtiments du nord du bassin. Deux écluses et une station de pompage séparent le port Parkhaven du port intérieur de Coolhaven, lui-mêne lié au canal Delfshavense Schie. Au sud, le canal s'ouvre sur la Nouvelle Meuse.
Sur la rive est, divers bateaux sont amarrés. D'aval en amont : le bateau de l'hôtel-restaurant chinois New Ocean Paradise ; le bateau-restaurant De Brandaris (de Berenboot) ; le bateau-crêperie Pannenkoekenboot ; le Zwarte Zwaan (le cygne noir) et le bateau de divertissement MPS De Ameland (construit en 1967 et nommé le Princesse Anne, ce navire a été transformé en bateau pour accueillir des divertissements en 1997).

## Histoire
Le Parkhaven est creusé entre 1890 et 1893, et modifié pour le transport des marchandises sèches entre 1903 et 1908.
Sur sa rive est, se trouvaient les hangars de l'entreprise Van Ommeren et les cargaisons de transbordement. Sur sa rive ouest, de 1908 à 1970, se trouvait l'entreprise de commerce et de navigation Wm.H. Müller & Co.'s Dockers Moi. N. V. qui a donné son nom à la jetée qu'on surnomma Müllerpier, qui pris ce nom officiellement en 1990.
Depuis 1911, la police portuaire (Zeehavenpolitie) occupe les bâtiments de la rive nord. Ses navires de patrouille y sont stationnés. Tout d'abord, un ponton a été utilisé (maintenant amarré au port Veerhaven) puis, à partir de 1938, un bâtiment sur la rue Sint-Jobsweg 6 (actuel quartier Lloydkwartier). Ce bâtiment est encore en usage, à côté d'un bâtiment plus récent.
Lorsque les écluses du Park (Parksluizen) ont été achevées, en 1933, le port Parkhaven est devenu un itinéraire qui reliait la Nouvelle Meuse et le Delfshavense Schie. Le fret sur le côté est du port a stoppé. La tour de l'Euromast a été construite en 1960, pour l'exposition Floriade. Durant plusieurs années, le port a abrité les navires de formation Jan Backx et De Seven Seas qui étaient habités. Plus tard, l'entreprise Müller & Co a quitté le port. Le ponton Müller-pier a été pendant plusieurs années utilisée pour accueillir des événements. Des logements bordent les rives (quartier Lloydkwartier).

Parkhaven
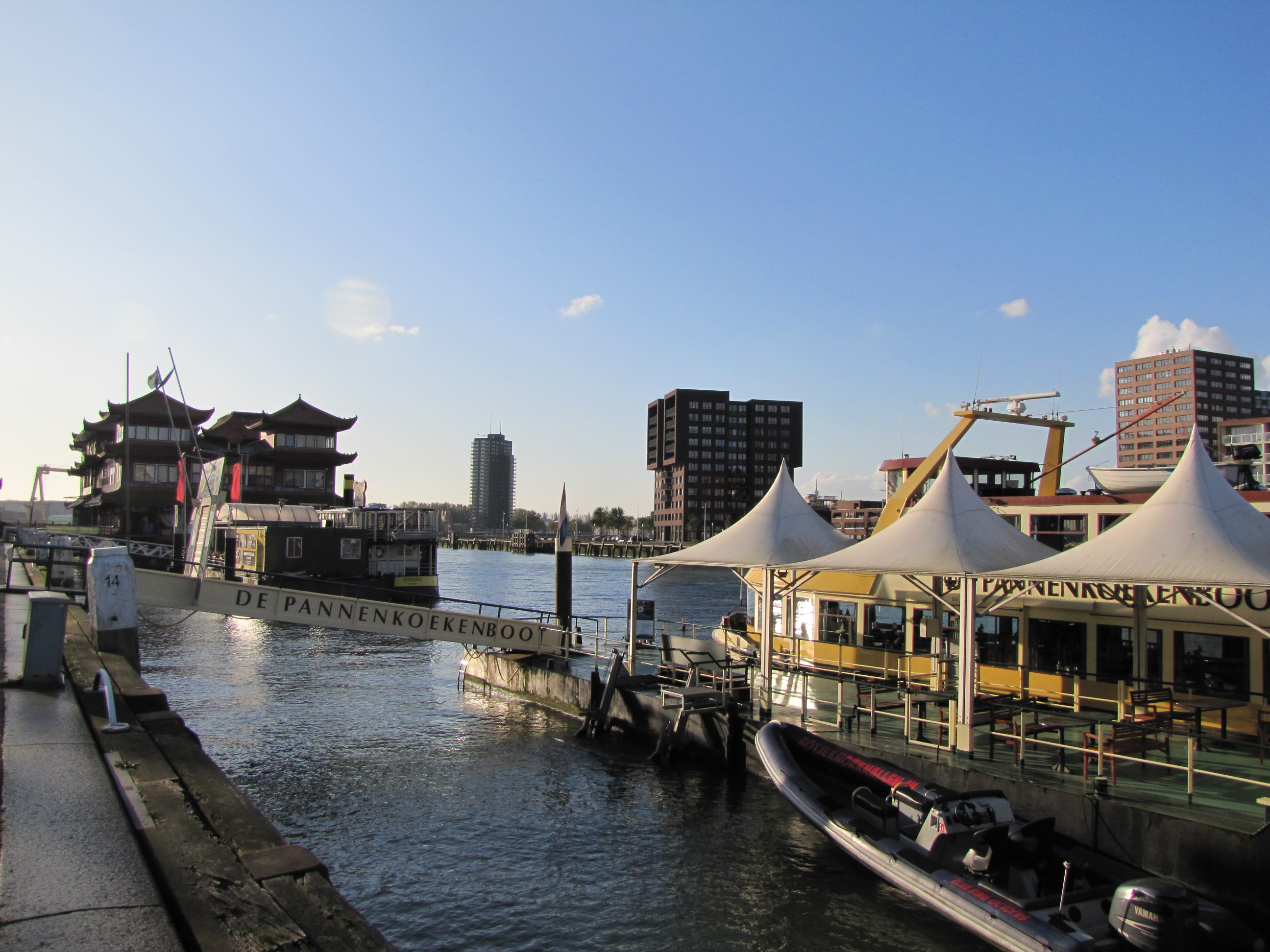
Bateaux-restaurants de Parkhaven (2017).
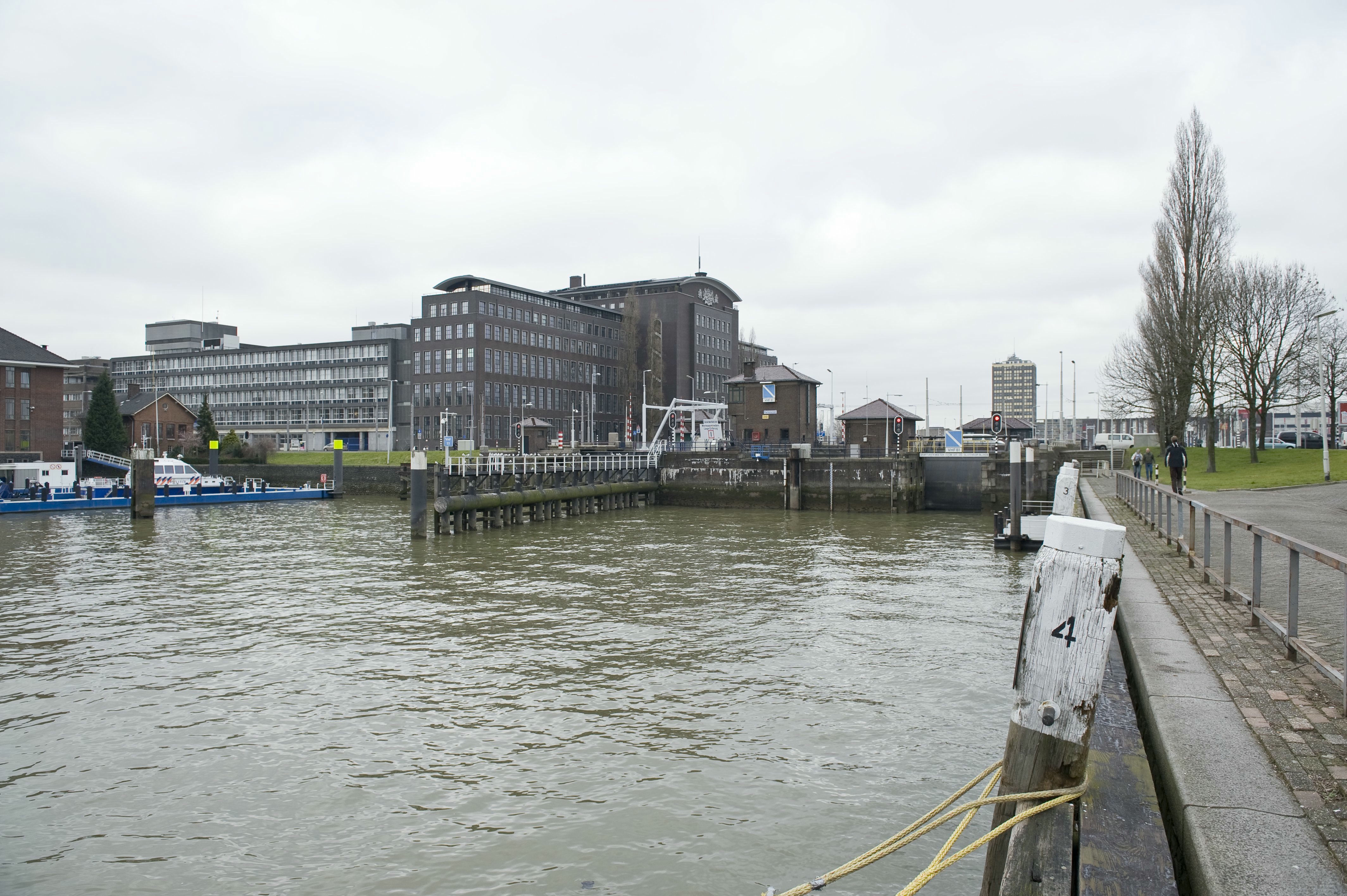
Écluses (nord) et rive-ouest, bateaux de la police portuaire.
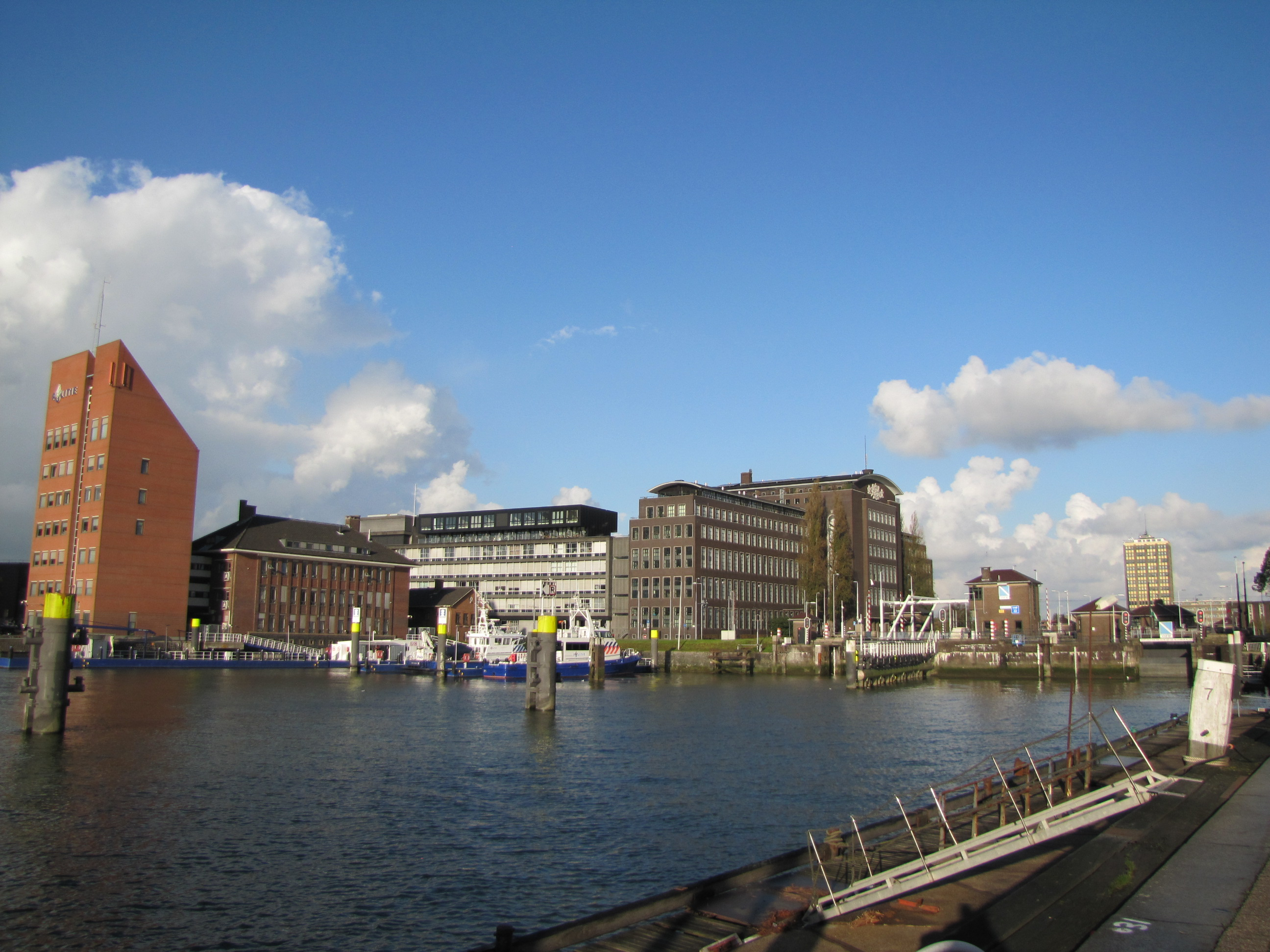
Bâtiments et bateaux de la police portuaire sur Parkhaven (2017).
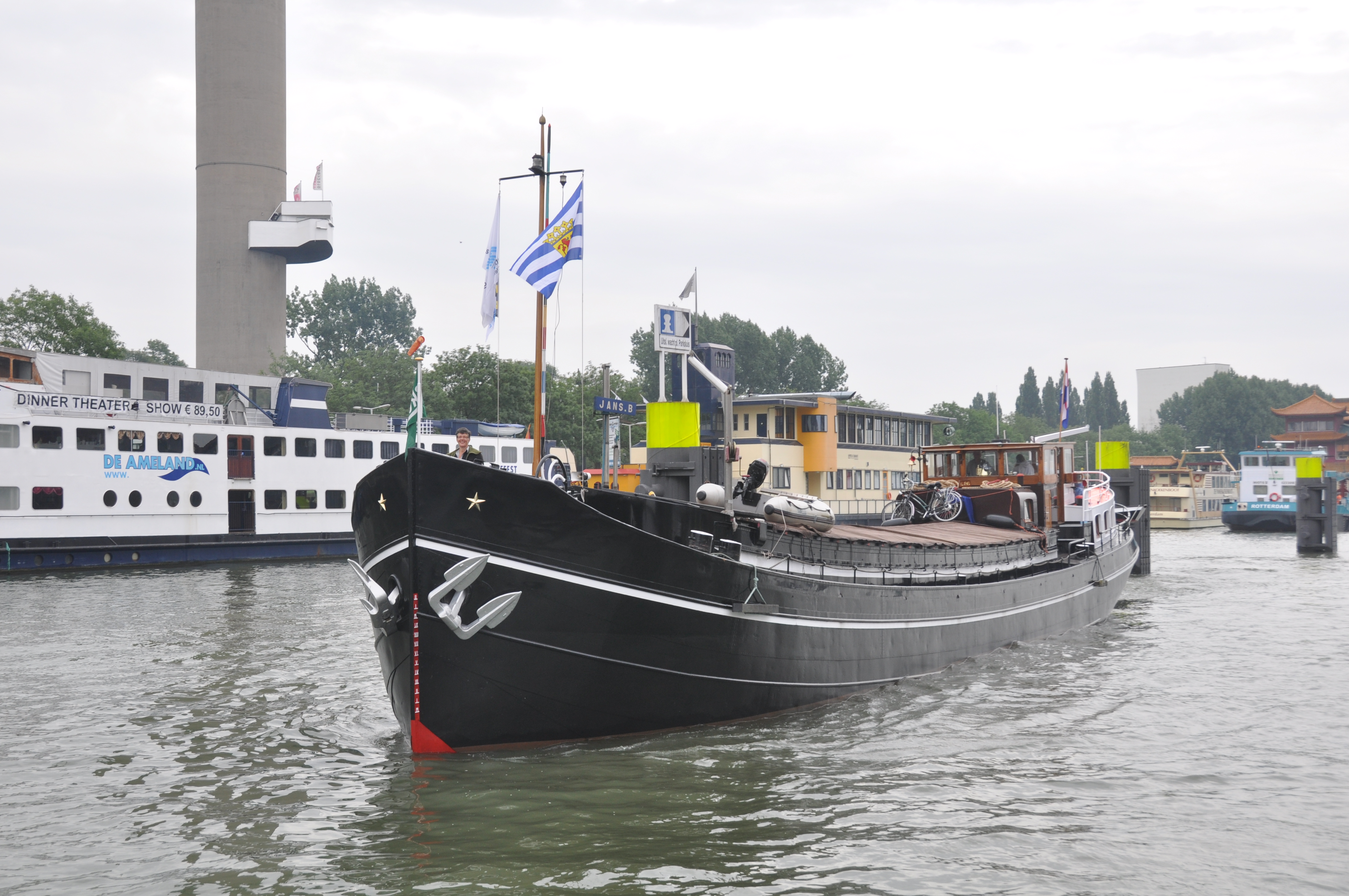
Péniche devant les écluses.